# NGC 1260

NGC 1260

إن جي سي 1260 هي مجرة حلزونية في كوكبة حامل رأس الغول. وبها يقع ثاني أكثر الأجسام سطوعًا في الكون المنظور وهو المستعر الأعظم م أ 2006 جي واي.

## اقرأ أيضا
- إن جي سي 457

## وصلات خارجية
- Brightest object found in NGC 1260 (Space.com : 07 May 2007)